# Natali (famiglia)

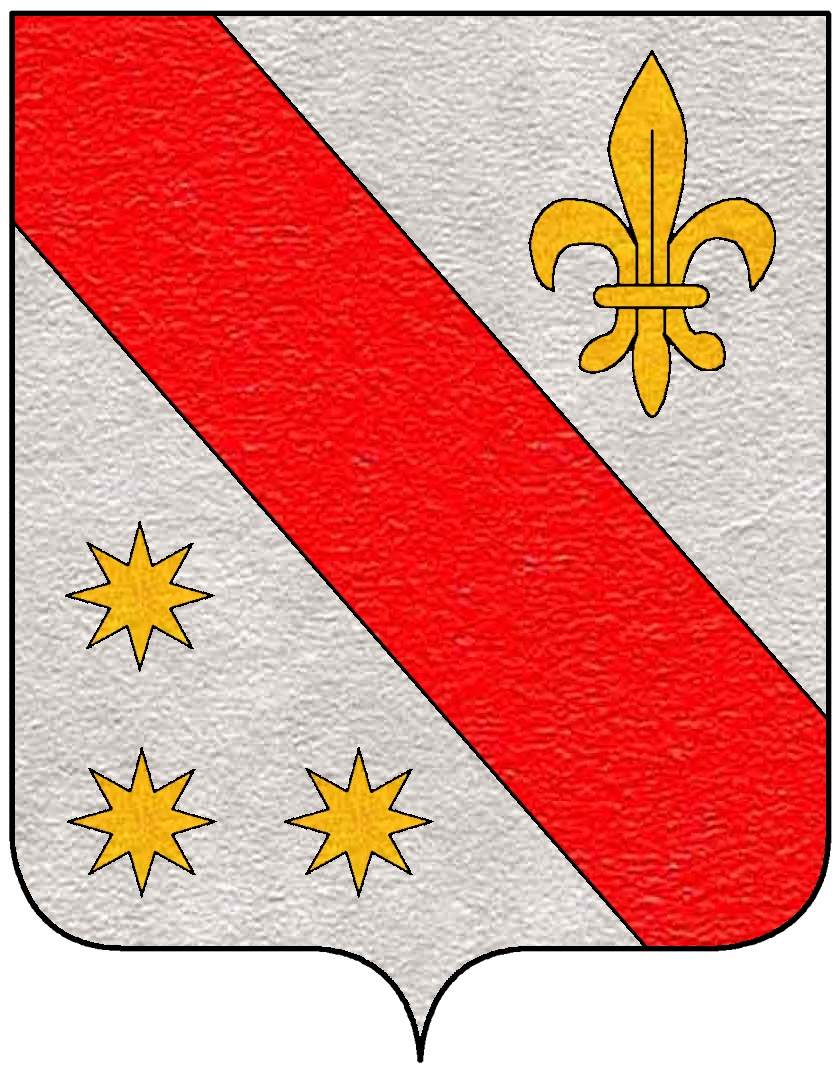
Lo stemma dei Natali

La famiglia Natali (o de Natali) fu una famiglia nobile della Repubblica di Ragusa.

## Storia
Fra il XIV e il XVI secolo una famiglia Natali (Natalis, de Natalibus, Natalich) risulta residente a Spalato e qualche Natali appare anche a Ragusa, d'altro canto questi personaggi non appaiono collegati con i nobili Natali di Ragusa, i quali si spostarono dall'Italia verso la Repubblica marinara dell'Adriatico orientale nel 1667, quando successivamente al catastrofico terremoto del 6 aprile 1667 venne riaperta - dopo trecento anni - la possibilità di accesso alla classe nobiliare.
Il 30 luglio 1667 Giovanni de Natali venne ammesso nel Maggior Consiglio di Ragusa.
Alcuni Natali furono capitani d'arme presso gli Zar di Russia, ma il ramo principale della famiglia risiedette stabilmente a Ragusa. Alla caduta della repubblica, la casa d'Austria ne riconobbe la nobiltà col titolo di conte.
I Natali risultano l'unica famiglia nobile ragusea per la quale non è attestata la traslazione del nome in lingua croata.
Il ramo principale della famiglia risulta estinto nel 1892 con la morte di Matteo Girolamo Natali, ma rami collaterali sopravvivono in Italia.

## Personalità notabili (in ordine cronologico)
- Giacomo Natali (XVIII secolo) - Assieme a Pasquale Primi, Ladislao Menze, Vincenzo Pozza, Giovanni Gozze, Stefano Giorgi, Bartolomeo Bettera, Giunio Resti e Piero Bogascini fu lungo il 1700 un compositore di versi nella lingua slava di Ragusa (dalla quale deriva il moderno croato)[2].

## Genealogia
- Giacomo Natali (XVIII secolo) - Militare, combatté nella Guerra di Crimea (1735-1737) al servizio dello zar russo.
- Pietro Natali (1727 - 1801) - Militare al servizio dello zar russo e senatore della Repubblica di Ragusa - Sposa Sofia de Trann (figlia del generale Antonio de Trann)
  - Giovanni Giacomo Natali (Ragusa, 8 marzo 1775 - 1853)
  - Carlo Antonio Natali (Ragusa, 1º ottobre 1768 - 1857)
  - Girolamo Francesco Maria Natali (Ragusa, 12 marzo 1778 - 1862)
  - Maria Natali (1774 - 1861) - Sposa Francesco Ghetaldi-Gondola (Ragusa, 20 ottobre 1743 - 17 dicembre 1798)
    - Sigismondo (1795 - 1860)
    - Matteo (1797 - ?)